# Ria Westenbroek
Ria Westenbroek is een Nederlands inline-skater, marathonschaatsster en langebaanschaatsster.
In 2011 nam Westenbroek deel aan het EK inline-skaten op het onderdeel marathon.
In 2015 startte Westenbroek op het onderdeel massastart van de NK afstanden.

## Records

### Persoonlijke records[4]
| Afstand    | Tijd    | Datum           | Baan       |
| ---------- | ------- | --------------- | ---------- |
| 500 meter  | 47,18   | 1 december 2007 | Heerenveen |
| 1000 meter | 1.34,06 | 1 december 2007 | Heerenveen |
| 1500 meter | 2.24,99 | 12 oktober 2008 | Heerenveen |
| 3000 meter | 4.38,99 | 11 oktober 2014 | Inzell     |